# Montour Falls
Montour Falls es una villa ubicada en el condado de Schuyler en el estado estadounidense de Nueva York. En el año 2000 tenía una población de 1,797 habitantes y una densidad poblacional de 230.8 personas por km².

## Geografía
Montour Falls se encuentra ubicada en las coordenadas 42°20′57″N 76°50′47″O / 42.34917, -76.84639.

## Demografía
Según la Oficina del Censo en 2000 los ingresos medios por hogar en la localidad eran de $29,018, y los ingresos medios por familia eran $36,307. Los hombres tenían unos ingresos medios de $31,064 frente a los $21,813 para las mujeres. La renta per cápita para la localidad era de $15,671. Alrededor del 15.3% de la población estaban por debajo del umbral de pobreza.